# یوشکووو
یوشکووو (به لهستانی:  Juszkowo) یک روستا در لهستان است که در گمینا پروشچ گدانگسکی واقع شده‌است. یوشکووو ۸۶۰ نفر جمعیت دارد.